# 유전적 동화
유전적 동화(genetic assimilation)는 기형유발물질 노출 등 환경 조건에 대한 반응으로 생겨난 표현형이 이후 인위적 선택 및 자연선택을 통해 유전적으로 고정되는 과정을 가리킨다. 언뜻 보이는 것과 달리, 라마르크주의에서 가정하는 것과 같은 획득형질의 유전을 전제하는 현상이 아니다. 다만 후성유전학적 유전이 결과에 영향을 미칠 수는 있다.
유전적 동화를 처음 기술한 사람은 발생학자 콘래드 워딩턴이었다. 워딩턴은 1942년과 1953년 두 가지 실험으로 유전적 동화의 전형적인 예를 보여주었다. 노랑초파리 배아에 에테르 증기를 쐬자 가슴 부위가 2개로 복제되는 극단적인 표현형 변화가 나타난 것이다. 원래 파리목 곤충에는 뒷날개가 변형되어 생긴 평균곤이라는 구조가 있는데, 평균곤이 날개처럼 발달한 것을 보고 가슴이 2개가 되었음을 알 수 있었다. 이러한 특성을 보이는 파리만을 선별하여 20세대 동안 교배하자 아무런 처치 없이도 같은 표현형이 나타났다.
최근 연구는 유전적 동화가 실제로 진화에 관여함을 시사하는데, 가령 효모에서 돌연변이로 종결 코돈이 소실되었는데도 해독틀이 보존되는 경우가 예상보다 많은 것이 그 예이다. 유전적 동화는 확장된 진화 종합이론에 통합되었다.

## 역사

### 워딩턴의 실험

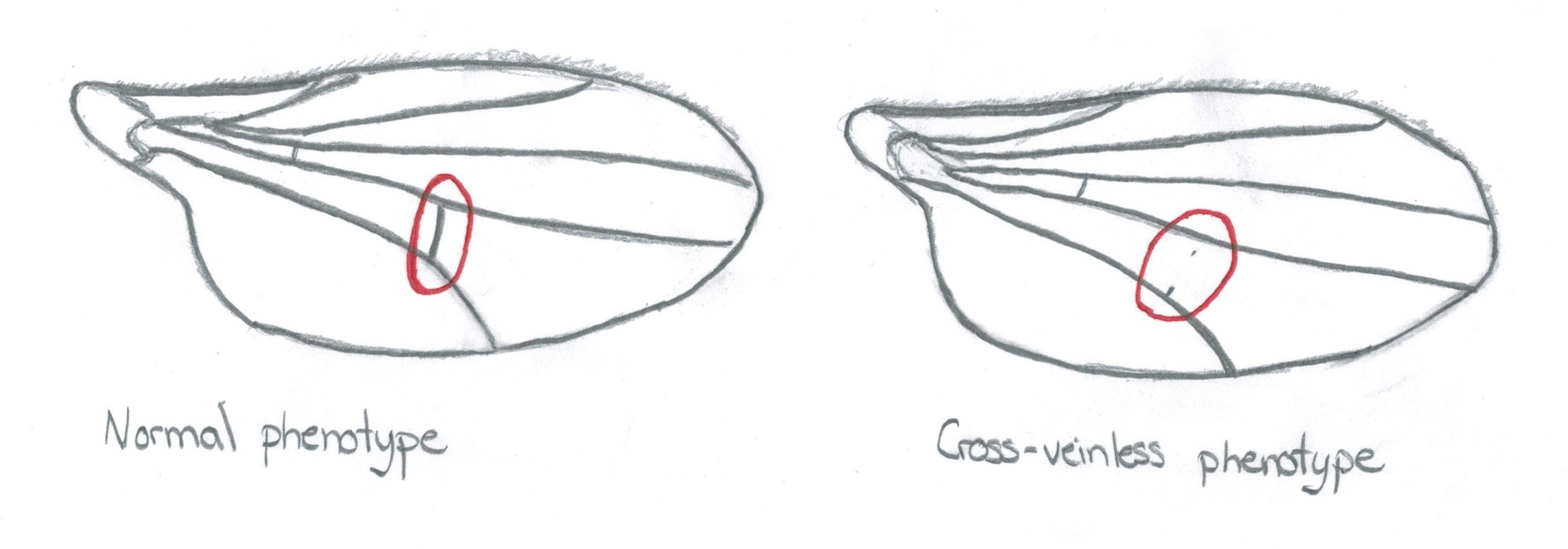
노랑초파리 날개. 왼쪽은 정상, 오른쪽은 교차정맥이 없는 경우를 나타낸다.

콘래드 워딩턴은 1942년 노랑초파리 배아를 혹독한 환경에서 자라게 하는 획기적인 실험을 실시했다. 에테르 증기를 쐬자 일부 배아는 가슴 부위가 2개 만들어지는 극적인 표현형 변화를 보였다. 이때 이중흉부(bithorax) 표현형은 선천적인 것이 아니라 다만 특이한 환경에 노출되었을 때만 유도되는 것이었다. 그런데 이후로 약 20 세대 동안 이중흉부 초파리를 거듭 선별하여 교배하자 일부 개체는 에테르 처리 없이도 이중흉부 표현형을 나타내기 시작했다.
1953년에도 비슷한 실험을 실시했다. 노랑초파리에 열충격을 주자 40%의 개체에서 교차정맥이 없는(crossveinless) 표현형이 나타났다. 마찬가지로 여러 세대에 걸쳐 열충격을 주면서 해당 표현형을 나타내는 개체만을 선택하자, 결국 열충격 없이도 같은 표현형을 나타내는 개체가 태어나기 시작했다.

### 워딩턴의 설명
워딩턴은 실험에서 나타난 효과를 “유전적 동화”라고 이름 붙이고, “운하화”라는 과정 때문에 일어난 것이라고 설명했다. 워딩턴은 배아 발생을 비탈을 굴러 내려가는 공에 빗댈 수 있다고 하며 후성적 풍경이라는 비유를 제안했다. 이 풍경에서 비탈의 각 지점은 유기체가 놓일 수 있는 수많은 가능한 상태 가운데 하나씩을 나타낸다. 개체의 정상적인 발생 경로는 굴곡진 비탈길의 깊은 골짜기에 해당한다. 환경이 조금 변하더라도 공이 쉽게 벗어나지 못하는 깊은 “운하”와 같아 매우 안정적이다. 그런데 에테르 증기를 쐬거나 열충격을 주는 등 큰 변동이 일어나면 발생 경로는 운하에서 벗어나 후성적 풍경의 나머지 다른 영역을 탐험하도록 내몰린다. 변동을 야기한 요인이 계속 남아 있는 상황에서 선택이 지속되면 이는 새로운 운하를 만드는 진화적 압력으로 작용한다. 그러면 변동이 사라지고 나서도 새로이 운하화된 경로를 따라 개체 발생이 일어나게 된다.

### 다윈주의적 설명
다른 진화생물학자들은 동화가 일어난다고 인정하면서도, 다윈주의적 자연선택이나 인위적 선택을 바탕으로 순전히 양적유전학적인 설명을 내세웠다. 이를테면 교차정맥이 없는 표현형에는 여러 유전자가 함께 관여하며, 유전자 효과의 총합이 특정 임계값을 넘어설 때 표현형이 나타난다고 상정한다. 열충격 등 변동으로 임계값이 낮아지면 표현형이 드러날 가능성이 커진다. 변동한 환경에서 선택이 계속되면 표현형에 관여하는 유전자들의 대립유전자 빈도가 점차 늘어나, 이윽고 임계값을 넘어서서 열충격 없이도 표현형이 나타나기에 이른다.
환경 변동이 아니라 유전적·후성유전학적 변동으로도 같은 현상이 일어날 수 있다. 예컨대 노랑초파리에 있는 열충격단백질인 Hsp90은 열충격을 받더라도 초파리 몸의 각종 구조들이 정상적으로 발달하도록 보호하는데, 돌연변이로 단백질 기능에 이상이 생기면 마치 약물로 환경 변동을 일으킨 것처럼 갖가지 표현형 변이가 나타난다. 이러한 변이가 선택되면 Hsp90 유전자 돌연변이 없이도 드러나도록 빠르게 자리 잡는다.

### 라마르크주의 논쟁
워딩턴의 유전적 동화 이론은 논란에 휩싸였다. 진화생물학자 테오도시우스 도브잔스키 와 에른스트 마이어는 워딩턴이 라마르크주의를 옹호하려고 유전적 동화 현상을 동원한다고 생각했다. 두 사람은 이에 맞서, 워딩턴의 실험에서 관찰된 현상은 그저 초파리 집단에 처음부터 존재했던 유전 변이의 자연선택일 뿐 획득형질의 유전이 아니라고 주장했다. 정작 워딩턴은 스스로 신다윈주의적 해석을 견지했으며, 특히 자기 실험 결과가 “환경의 영향으로 말미암아 적응에 가까워지는 쪽으로 유전 변화가 생겨나곤 한다고 믿고 싶어 하는 이들에게는 그다지 위안이 되지 않을 것”이라고 강조했다. 진화발생생물학자 애덤 윌킨스는 워딩턴이 생전에 “주로 신다윈주의적 진화 이론을 비판하는 사람으로 널리 받아들여졌”으나, 그가 비판한 것은 주로 “유전자 선택 및 형질 진화에 대한 비현실적이고 '원자론적'인 모형들”이었다고 썼다. 특히 윌킨스에 따르면 워딩턴은 신다윈주의자들이 유전자끼리 광범위하게 상호작용하는 현상을 너무 무시한다고 생각했으며, 돌연변이 효과가 '무작위적'이라는 그들 이론의 가정이 거짓이라고 보았다. 워딩턴은 신다윈주의 진화 종합이론을 비판하면서도 스스로 다윈주의자라고 밝혔으며, 자기 연구를 바탕으로 확장된 진화 종합이론이 필요하다고 주장했다. 그는 자기 실험 결과를 다인자 유전과 임계값으로 설명하는 통설을 부정하지는 않았지만 “내가 말하려던 바를 '아이들 눈높이로 풀이한' 것”뿐이라고 간주했고, “내용보다는 표현 방식” 때문에 논쟁이 일고 있다고 보았다.

## 현대 진화론에서

### 표현형 가소성

유전적 동화를 라마르크주의적 용불용설, 다윈주의적 자연선택, 그리고 볼드윈 효과와 비교하여 나타낸 그림. 네 이론 모두 환경이 변화할 때 생물이 어떻게 해서 유전되는 적응적 변화를 일으키는지 설명하고자 한다.

유전적 동화와 연관된 현상으로는 볼드윈 효과가 있다. 두 이론 모두 생물의 생리와 행동이 환경의 영향으로 변화한다는 표현형 가소성과 관계가 있다. 진화생태학자 에리카 크리스포(Erika Crispo)는 유전적 동화에서 표현형의 평균값은 영향이 없고 가소성은 줄어드는 반면, 볼드윈 효과에서는 표현형의 평균값이 변화하며 가소성은 늘어날 수 있으므로 두 이론이 구분된다고 말한다. 크리스포는 유전적 동화와 볼드윈 효과 둘 다 “유전 및 환경으로 말미암아 새로운 형질이 나타났을 때 이에 대한 반응으로 일어나는 진화”, 즉 유전적 변통(genetic accommodation)의 일종이라고 분류한다.

### 적응
워딩턴의 운하화 가설에 따르면 생물의 발생은 환경이 변화하더라도 어지간해서는 같은 경로를 따른다. 그런데 수학적 모델링 연구에 따르면, 극한 환경에서 발생이 기존 경로에서 이탈하게 되는 것은 운하화의 실패라기보다도 오히려 자연 선택의 결과일 수 있다. 유전적 동화는 새 경로를 따른 발생의 결과가 선택되어 살아남을 때 일어난다. 1960년대에 워딩턴과 동물유전학자 J. M. 렌델은 유전적 동화가 개체군이 스트레스를 받을 때 이로운 변이를 빠르게 공급하므로 중요한 자연적 적응 수단이라고 주장했다. 반면 조지 윌리엄스는 유전적 동화가 적응에 도움이 되는 기존의 발생 가소성을 잃어버리는 과정이라고 보았다. 복잡성이 늘어나기보다 오히려 줄어드는 셈이므로 적응을 새롭게 일구어낸다는 관점에서 보면 그리 흥미롭지 않은 현상이라고 주장했다. 물론 유전적 동화가 전제하는 표현형 가소성이 꼭 적응에 도움이 되었어야 한다는 법은 없으며, 그저 운하화가 붕괴되어서 나타난 것일 수도 있다.

## 자연에서

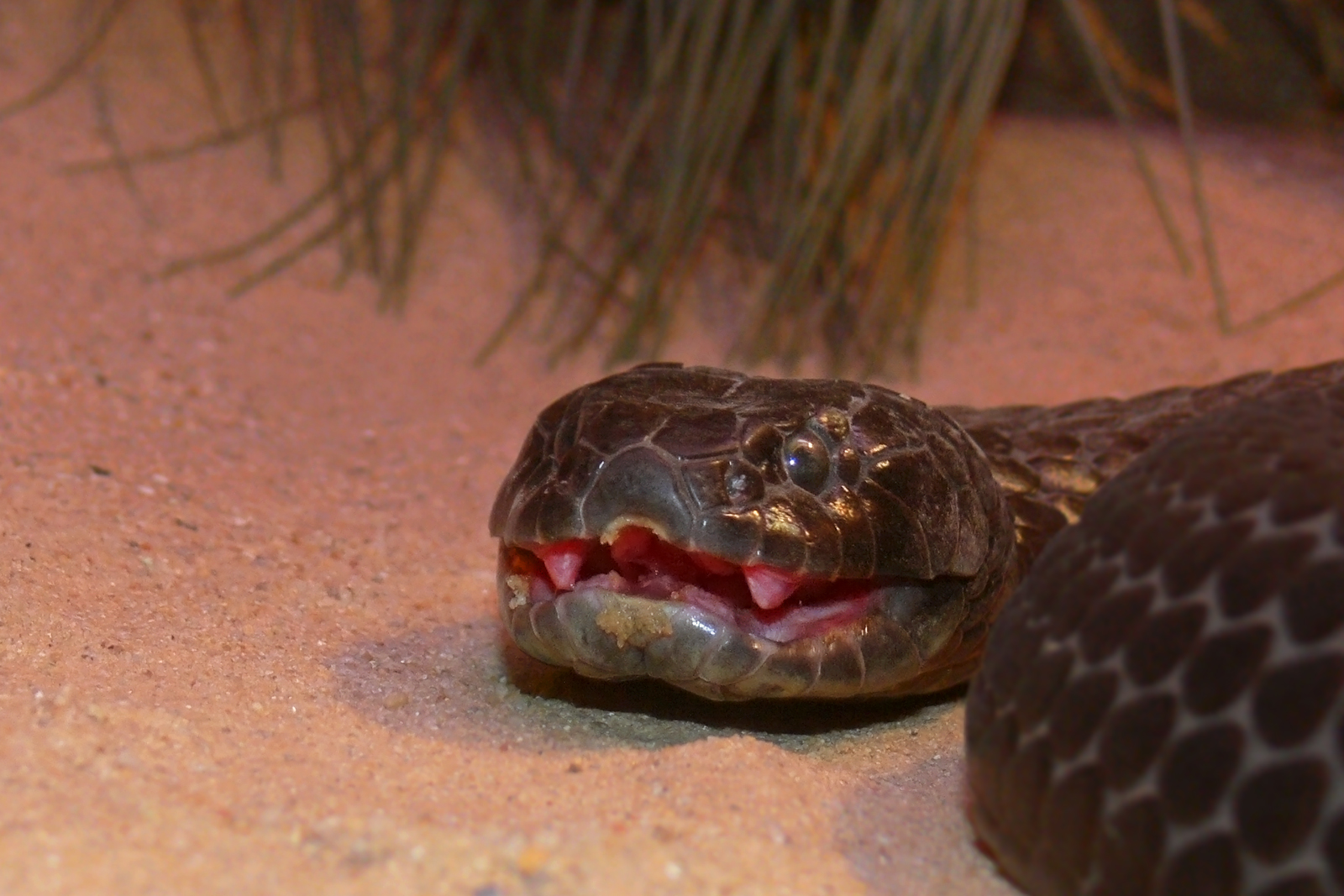
마운트 채플(Mount Chappell) 섬의 호피무늬뱀. 이처럼 섬에 사는 개체는 본토 개체군보다 머리가 더 크다. 유전적 동화 때문으로 보인다.

야생에서 유전적 동화가 자연선택에 기여한 사례가 더러 보고되었다. 예컨대 호피무늬뱀 개체군 가운데는 섬에 고립되는 바람에 큰 포식자에 맞서 머리가 커진 것들이 있다. 고립된 지 오래 지나지 않은 개체군에서 머리가 커진 것은 표현형 가소성 때문인 반면, 더 오래된 개체군에서는 유전적 동화가 일어난 것으로 보인다.
다른 예로는 좌우 비대칭성이 있다. 사람 심장이 왼쪽으로 치우친 것처럼 정해진 방향으로 유전되는 비대칭성이 있는가 하면, 왼손잡이·오른손잡이처럼 발생 가소성으로 결정되어 양쪽이 대략 비슷한 빈도로 나타나며 유전되지도 않는 비대칭성도 있다. 대칭적인 조상이 비대칭적으로 진화할 때 곧바로 유전자 돌연변이가 생겨나는 수도 있겠지만, 표현형 가소성으로 결정되는 비유전적 비대칭성이 먼저 생겨나는 수도 있다. 이러한 비대칭성이 유전적으로 고정되는 사례가 다수 있는 것을 보면 유전적 동화가 진화에서 큰 역할을 함을 알 수 있다.
효모에서 종결 코돈이 소실되더라도 해독틀이 보존되는 경우가 예상보다 훨씬 많이 관찰되는 것이 또다른 예이다. 효모 프리온 [PSI+]의 기능을 고려하면 이 현상을 유전적 동화 기제로 이해할 수 있다. [PSI+]는 종결 코돈을 무시하고 번역을 계속하도록 하므로 C 말단이 연정된 새 단백이 만들어지도록 하지만, 그 자체는 후성유전학적으로 유전되므로 세대가 지남에 따라 사라지기도 나타나기도 한다. 종결 코돈이 소실되는 돌연변이로 말미암아, [PSI+]가 제공하는 가소성에 의해서만 드러나던 표현형이 유전적으로 동화되는 것이라고 볼 수 있다.

## 같이 보기
- 진화발생생물학
- 콘래드 워딩턴